# Globigerina bulloides
Globigerina bulloides d'Orbigny, 1826 è una specie estinta di foraminifero planctonico eterotrofio del genere Globigerina, con un'ampia distribuzione nella zona eufotica oceanica.

## Descrizione
I resti di G. bulloides sono costituiti da gusci con 3 a 5 globi a camere (abitualmente 4) che si dispongono con un andamento elicoidale, con pareti che presentano delle spine.  L'apertura si presenta come un arco dall'andatura simmetrica.
Le pareti del guscio presentano dei pori dal diametro di 0,7-0,9 µm, distribuiti con una densità di 70-100 pori/50 µm2.

## Distribuzione e habitat
L'organismo era in grado di tollerare un'ampia gamma di temperature superficiali del mare, di salinità e di densità dell'acqua. La sua presenza è più abbondante alle alte latitudini meridionali (fino a 40° S), in alcune aree ad alte latitudini settentrionali (fino a 80° N); è rara alle latitudini equatoriali. La densità o la sola presenza di G. bulloides può cambiare in funzione della fioritura del fitoplancton, ossia all'aumento della sua biomassa, ed è stato riscontrato che è più abbondante durante i mesi invernali e primaverili.
Come avviene per altri foraminiferi planctonici, i G. bulloides trovati nei sedimenti marini ottenuti da carote oceaniche possono essere utilizzati per ricostruire la storia climatica e per allineare le carote di sedimenti marini del programma IODP tra di loro o con i cicli astronomici. In questo senso, le analisi isotopiche dell'ossigeno di questi forami nel Nord Atlantico hanno aiutato a datare con precisione i tempi dell'inizio delle glaciazioni dell'emisfero settentrionale nel tardo Pliocene, ossia fra 2,5 e 3 milioni di anni fa, così come il livello dei mari durante l'ultima deglaciazione. I rapporti magnesio/calcio sono usati anche nelle G. bulloides per ricostruire la storia della temperatura negli oceani del mondo, poiché colture sperimentali nei forami hanno mostrato che il rapporto magnesio/calcio aumenta esponenzialmente con l'aumento della temperatura dell'oceano.
Nel XIX secolo, ricercatori giunsero alla ferma conclusione che questi animali vivevano e morivano nella melma in cui erano stati trovati, a molte centinaia di metri di profondità. Questa ipotesi si è poi rivelata errata in quanto il guscio dell'organismo calcifica anche al livello del mare.
È presente come fossile sin dal Paleogene.

## Tassonomia
G. bulloides è una specie del genere Globigerina (d'Orbigny, 1826). Comporta le seguenti sottospecie estinte:
- Globigerina bulloides subsp. extensa Fordham, 1986 †
- Globigerina bulloides subsp. incrusta Fordham, 1986 †